# Mistrovství Evropy v basketbalu mužů 1973
18. mistrovství Evropy  v basketbalu proběhlo v dnech 27. září – 6. října ve Španělsku.
Turnaje se zúčastnilo 12 týmů, rozdělených do dvou šestičlenných skupin. První dva postoupili do play off o medaile, družstva na třetím a čtvrtém místě hrála o páté až osmé místo, pátý a šestý tým hrál o deváté až dvanácté místo. Mistrem Evropy se stalo družstvo Jugoslávie.

## Výsledky a tabulky

### Základní skupiny

#### Skupina A
|    |          | URS    | TCH    | TUR    | ISR    | POL    | ROM   | V | P | Skóre   | B  |
| 1. | SSSR     | ***    | 57:55  | 79:53  | 101:78 | 104:83 | 98:84 | 5 | 0 | 439:353 | 10 |
| 2. | ČSSR     | 55:57  | ***    | 66:64  | 92:89p | 81:79  | 70:61 | 4 | 1 | 364:350 | 9  |
| 3. | Turecko  | 53:79  | 64:66  | ***    | 94:93p | 65:64  | 69:84 | 2 | 3 | 345:386 | 7  |
| 4. | Izrael   | 78:101 | 89:92p | 93:94p | ***    | 98:84  | 85:80 | 2 | 3 | 443:451 | 7  |
| 5. | Polsko   | 83:104 | 79:81  | 64:65  | 84:98  | ***    | 66:60 | 1 | 4 | 376:408 | 6  |
| 6. | Rumunsko | 84:98  | 61:70  | 84:69  | 80:85  | 60:66  | ***   | 1 | 4 | 369:388 | 6  |

#### Skupina B
|    |            | YUG    | ESP   | ITA    | BUL   | GRE   | FRA   | V | P | Skóre   | B  |
| 1. | Jugoslávie | ***    | 65:59 | 73:71p | 76:65 | 84:68 | 80:70 | 5 | 0 | 378:333 | 10 |
| 2. | Španělsko  | 59:65  | ***   | 77:65  | 85:59 | 86:74 | 85:80 | 4 | 1 | 378:333 | 9  |
| 3. | Itálie     | 71:73p | 65:77 | ***    | 69:58 | 59:54 | 71:63 | 3 | 2 | 335:325 | 8  |
| 4. | Bulharsko  | 65:76  | 69:85 | 58:69  | ***   | 86:72 | 89:70 | 2 | 3 | 367:372 | 7  |
| 5. | Řecko      | 68:84  | 74:86 | 54:59  | 72:86 | ***   | 67:62 | 1 | 4 | 325:377 | 6  |
| 6. | Francie    | 70:80  | 80:85 | 63:71  | 70:89 | 62:67 | ***   | 0 | 5 | 345:392 | 5  |

### Semifinále
| 4. října 1973 20:00 | Zpráva | Jugoslávie                 | 96 – 71 | Československo |  | Pabellón del Juventud, Badalona Rozhodčí: Pierre Monnier (FRA), Willy Bestgen (GER) |
| 4. října 1973 20:00 | Zpráva | Skóre po poločasech: 46:31 |         |                |  | Pabellón del Juventud, Badalona Rozhodčí: Pierre Monnier (FRA), Willy Bestgen (GER) |
| 4. října 1973 20:00 | Zpráva | Šolman 14                  | Body    | Pospíšil 20    |  | Pabellón del Juventud, Badalona Rozhodčí: Pierre Monnier (FRA), Willy Bestgen (GER) |

| 4. října 1973 22:00 | Zpráva | SSSR                       | 76 – 80 | Španělsko    |  | Palacio Municipal de Deportes, Barcelona Rozhodčí: John McDonaugh (CAN), Marek Paszucha (POL) |
| 4. října 1973 22:00 | Zpráva | Skóre po poločasech: 45:40 |         |              |  | Palacio Municipal de Deportes, Barcelona Rozhodčí: John McDonaugh (CAN), Marek Paszucha (POL) |
| 4. října 1973 22:00 | Zpráva | Paulauskas 19              | Body    | Brabender 20 |  | Palacio Municipal de Deportes, Barcelona Rozhodčí: John McDonaugh (CAN), Marek Paszucha (POL) |

### Finále
| 6. října 1973 22:00 | Zpráva | Španělsko                  | 67 – 78 | Jugoslávie |  | Palacio Municipal de Deportes, Barcelona Počet diváků: 8 000 Rozhodčí: Hugh Richardson (USA), John McDonaugh (CAN) |
| 6. října 1973 22:00 | Zpráva | Skóre po poločasech: 31:43 |         |            |  | Palacio Municipal de Deportes, Barcelona Počet diváků: 8 000 Rozhodčí: Hugh Richardson (USA), John McDonaugh (CAN) |
| 6. října 1973 22:00 | Zpráva | Brabender 22               | Body    | Ćosić 23   |  | Palacio Municipal de Deportes, Barcelona Počet diváků: 8 000 Rozhodčí: Hugh Richardson (USA), John McDonaugh (CAN) |

### O 3. místo
| 5. října 1973 22:00 | Zpráva | SSSR                       | 90 – 58 | Československo |  | Palacio Municipal de Deportes, Barcelona Rozhodčí: Pieter Leegwater (NED), Santiago Fernández (ESP) |
| 5. října 1973 22:00 | Zpráva | Skóre po poločasech: 52:25 |         |                |  | Palacio Municipal de Deportes, Barcelona Rozhodčí: Pieter Leegwater (NED), Santiago Fernández (ESP) |
| 5. října 1973 22:00 | Zpráva | Miloserdov 18              | Body    | Brabenec 15    |  | Palacio Municipal de Deportes, Barcelona Rozhodčí: Pieter Leegwater (NED), Santiago Fernández (ESP) |

### O 5. - 8. místo
| 4. října 1973 18:00 | Zpráva | Turecko                    | 67 – 76 | Bulharsko   |  | Palacio Municipal de Deportes, Barcelona Rozhodčí: Lubomír Kábrt (CZE), Panagiotis Evangelatos (GRE) |
| 4. října 1973 18:00 | Zpráva | Skóre po poločasech: 27:42 |         |             |  | Palacio Municipal de Deportes, Barcelona Rozhodčí: Lubomír Kábrt (CZE), Panagiotis Evangelatos (GRE) |
| 4. října 1973 18:00 | Zpráva | Erdal 16                   | Body    | Christov 17 |  | Palacio Municipal de Deportes, Barcelona Rozhodčí: Lubomír Kábrt (CZE), Panagiotis Evangelatos (GRE) |

| 4. října 1973 20:00 | Zpráva | Itálie                     | 94 – 73 | Izrael   |  | Palacio Municipal de Deportes, Barcelona Rozhodčí: Hugh Richardson (USA), Santiago Fernández (ESP) |
| 4. října 1973 20:00 | Zpráva | Skóre po poločasech: 51:33 |         |          |  | Palacio Municipal de Deportes, Barcelona Rozhodčí: Hugh Richardson (USA), Santiago Fernández (ESP) |
| 4. října 1973 20:00 | Zpráva | Bisson 20                  | Body    | Brody 18 |  | Palacio Municipal de Deportes, Barcelona Rozhodčí: Hugh Richardson (USA), Santiago Fernández (ESP) |

### O 5. místo
| 5. října 1973 20:00 | Zpráva | Bulharsko                  | 71 – 80 | Itálie       |  | Palacio Municipal de Deportes, Barcelona Rozhodčí: John McDonaugh (CAN), Carlos Bagué (ESP) |
| 5. října 1973 20:00 | Zpráva | Skóre po poločasech: 37:42 |         |              |  | Palacio Municipal de Deportes, Barcelona Rozhodčí: John McDonaugh (CAN), Carlos Bagué (ESP) |
| 5. října 1973 20:00 | Zpráva | Golomejev 30               | Body    | Marzorati 15 |  | Palacio Municipal de Deportes, Barcelona Rozhodčí: John McDonaugh (CAN), Carlos Bagué (ESP) |

### O 7. místo
| 5. října 1973 15:30 | Zpráva | Turecko                    | 78 – 96 | Izrael   |  | Pabellón del Juventud, Badalona Rozhodčí: Pierre Monnier (FRA), Dan Chiriac (ROM) |
| 5. října 1973 15:30 | Zpráva | Skóre po poločasech: 42:49 |         |          |  | Pabellón del Juventud, Badalona Rozhodčí: Pierre Monnier (FRA), Dan Chiriac (ROM) |
| 5. října 1973 15:30 | Zpráva | Doğan 24                   | Body    | Keren 28 |  | Pabellón del Juventud, Badalona Rozhodčí: Pierre Monnier (FRA), Dan Chiriac (ROM) |

### O 9. - 12. místo
| 4. října 1973 18:00 | Zpráva | Řecko                      | 78 – 89 | Rumunsko |  | Pabellón del Juventud, Badalona Rozhodčí: Israel Mirovski (ISR), José Mariné (ESP) |
| 4. října 1973 18:00 | Zpráva | Skóre po poločasech: 45:53 |         |          |  | Pabellón del Juventud, Badalona Rozhodčí: Israel Mirovski (ISR), José Mariné (ESP) |
| 4. října 1973 18:00 | Zpráva | Kastrinakis 18             | Body    | Tărău 30 |  | Pabellón del Juventud, Badalona Rozhodčí: Israel Mirovski (ISR), José Mariné (ESP) |

| 4. října 1973 22:00 | Zpráva | Polsko                     | 62 – 67 | Francie      |  | Pabellón del Juventud, Badalona Rozhodčí: Aldo Albanesi (ITA), Borislav Stojchev (BUL) |
| 4. října 1973 22:00 | Zpráva | Skóre po poločasech: 31:31 |         |              |  | Pabellón del Juventud, Badalona Rozhodčí: Aldo Albanesi (ITA), Borislav Stojchev (BUL) |
| 4. října 1973 22:00 | Zpráva | Kalinowski 14              | Body    | Cachemire 25 |  | Pabellón del Juventud, Badalona Rozhodčí: Aldo Albanesi (ITA), Borislav Stojchev (BUL) |

### O 9. místo
| 6. října 1973 20:00 | Zpráva | Francie                    | 69 – 72 | Rumunsko |  | Palacio Municipal de Deportes, Barcelona Rozhodčí: Santiago Fernández (ESP), Sava Radović (YUG) |
| 6. října 1973 20:00 | Zpráva | Skóre po poločasech: 38:40 |         |          |  | Palacio Municipal de Deportes, Barcelona Rozhodčí: Santiago Fernández (ESP), Sava Radović (YUG) |
| 6. října 1973 20:00 | Zpráva | Bonato 20                  | Body    | Tărău 26 |  | Palacio Municipal de Deportes, Barcelona Rozhodčí: Santiago Fernández (ESP), Sava Radović (YUG) |

### O 11. místo
| 6. října 1973 18:00 | Zpráva | Polsko                     | 64 – 65 | Řecko         |  | Palacio Municipal de Deportes, Barcelona Rozhodčí: José Vallejo (ESP), Lubomír Kábrt (TCH) |
| 6. října 1973 18:00 | Zpráva | Skóre po poločasech: 28:37 |         |               |  | Palacio Municipal de Deportes, Barcelona Rozhodčí: José Vallejo (ESP), Lubomír Kábrt (TCH) |
| 6. října 1973 18:00 | Zpráva | Korcz 16                   | Body    | Giatzoglou 21 |  | Palacio Municipal de Deportes, Barcelona Rozhodčí: José Vallejo (ESP), Lubomír Kábrt (TCH) |

## Soupisky
1.  Jugoslávie 
| - Ratomir Tvrdić - Dragan Kićanović - Vinko Jelovac | - Žarko Knežević - Željko Jerkov - Dušan Ivković | - Zoran Slavnić - Krešimir Ćosić - Damir Šolman | - Nikola Plećaš - Dražen Dalipagić - Milun Marović |

- Trenér: Mirko Novosel.

2.  Španělsko 
| - Wayne Donald Brabender Cole - Vicente Ramos Cecilio - Carmelo Cabrera Domínguez | - Enrique Margall Tauler - Luis Miguel Santillana Fraile - Rafael Rullán Ribera | - Francisco Buscató Durlan - Manuel Flores Sánchez - José Luis Sagi-Vela Fernández-Pérez | - Clifford Bruce Luyk Diem - Miguel Ángel Estrada Cobeña - Gonzalo Sagi-Vela Fernández-Pérez |

- Trenér: Antonio Díaz Miguel

3.  SSSR
| - Jaak Salumets - Modestas Paulauskas - Zurab Sakandelidze | - Valerij Miloserdov - Alexandr Bološev - Ivan Jedeško | - Sergej Bělov - Jevgenij Kovalenko - Anatolij Myškin | - Nikolaj Djačenko - Jurij Pavlov - Sergej Kovalenko |

- Trenér: Vladimir Kondrašin

4.  Československo 
| - Petr Novický - Vojtěch Petr - Josef Klíma | - Jiří Pospíšil - Zdeněk Kos - Jiří Balaštík | - Jiří Zídek - Jiří Zedníček - Jan Bobrovský | - Kamil Brabenec - Jan Blažek - Gustáv Hraška |

- Trenér: Vladimír Heger.

5.  Itálie 
| - Fabrizio della Fiori - Giulio Iellini - Gianni Bertolotti | - Mauro Cerioni - Vittorio Ferracini - Renzo Bariviera | - Marino Zanatta - Dino Meneghin - Pierluigi Marzorati | - Luigi Serafini - Ivan Bisson - Giuseppe Brumatti |

- Trenér: Giancarlo Primo.

6.  Bulharsko
| - Christo Dojčinov - Georgi Stojanov - Pando Pandov | - Rumen Pejčev - Ivajlo Kirov - Christo Borisov | - Marin Romanski - Atanas Golomejev - Boris Krăstev | - Bjančo Brănzov - Bogomil Čanev - Georgi Christov |

- Trenér: Nejčo Nejčev.

7.  Izrael
| - Jonathan Zacks - Shamuel Avishar - Tal Brody | - Gur Ben-David - Hanan Keren - Mickey Berkowitz | - Barry Leibowitz - Gabi Neumark - Zvi Inbar | - Itamar Marzel - Jacob Eisner - Boaz Yanai |

- Trenér: Abraham Hemo.

8.  Turecko
| - Nuri Tan - Serdar Ersözlü - Necmi Ton | - Doğan Hakyemez - Aydın Örs - Kemal Erdenay | - Battal Durusel - Zeki Tosun - Erdal Poyrazoğlu | - Abdullah İnce - Halil Dağlı - Reşat Güney |

- Trenér: Mehmet Baturalp.

9.  Rumunsko 
| - Gheorghe Cîmpeanu - Mircea Chivulesc - Nicolae Pârşu | - Nicolae Mănăilă - Dan Niculescu - Dan Georgescu | - Costel Cernat - Radu Diaconescu - Gheorghe Novac | - Titus Tărău - Gheorghe Oczelak - Vasile Popa |

- Trenér: Aleandru Popescu.

10.  Francie
| - Pierre Galle - Daniel Ledent - Jean-Michel Sénégal | - Charles Tassin - Yves-Marie Vérove - Jean-Louis Vacher | - Jean-Claude Bonato - Firmin Onissah - Claude Gasnal | - Jacques Cachemire - Jacky Lamothe - Patrick Demars |

- Trenér: Joe Jaunay.

11.  Řecko 
| - Apostolos Kontos - Steve Giatzoglou - Georgios Trontzos | - Michalis Giannouzakos - Aris Raftopoulos - Pavlos Stamelos | - Christos Kefalos - Vasilis Goumas - Nikos Sismanidis | - Georgios Kastrinakis - Christos Iordanidis - Charis Papageorgiou |

- Trenér: Kostas Mourouzis.

12.  Polsko
| - Andrzej Pasiorowski - Grzegorz Korcz - Jan Dolczewski | - Jerzy Plebanek - Andrzej Seweryn - Tomasz Tybinkowski | - Tadeusz Grygiel - Janusz Cegliński - Jacek Kalinowski | - Zdzisław Myrda - Eugeniusz Durejko - Piotr Langosz |

- Trenér: Witold Zagórski.

## Konečné pořadí
| Pořadí           | Tým            | Z | V | P | Skóre   | B  |
| ---------------- | -------------- | - | - | - | ------- | -- |
| Zlatá medaile    | Jugoslávie     | 7 | 7 | 0 | 552:471 | 14 |
| Stříbrná medaile | Španělsko      | 7 | 5 | 2 | 539:507 | 12 |
| Bronzová medaile | SSSR           | 7 | 6 | 1 | 625:491 | 13 |
| 4.               | Československo | 7 | 4 | 3 | 493:556 | 11 |
| 5.               | Itálie         | 7 | 5 | 2 | 509:469 | 12 |
| 6.               | Bulharsko      | 7 | 3 | 4 | 514:519 | 10 |
| 7.               | Izrael         | 7 | 3 | 4 | 612:623 | 10 |
| 8.               | Turecko        | 7 | 2 | 5 | 490:558 | 9  |
| 9.               | Rumunsko       | 7 | 3 | 4 | 530:535 | 10 |
| 10.              | Francie        | 7 | 1 | 6 | 481:526 | 8  |
| 11.              | Řecko          | 7 | 2 | 5 | 478:530 | 9  |
| 12.              | Polsko         | 7 | 1 | 6 | 502:540 | 8  |